# Bernard (geslacht)
Bernard is een geslacht waarvan leden sinds 1986 tot de Belgische adel behoren.

## Geschiedenis
In 1986 werd Henri Bernard (1900-1987), emeritus hoogleraar aan de Koninklijke Militaire School, medestichter en adjunct-hoofd van het ondergronds informatienetwerk 'Luc', enz., motu proprio verheven in de Belgische adel, met de persoonlijke titel van baron. Het geslacht leverde vooral militairen en medici. Anno 2017 leefden er nog acht mannelijke telgen, de laatste geboren in 1994.

### Wapenbeschrijving
- 1986: In keel, een linkerschuinbalk beladen met een gescherpte ganzeveer van sabel. Een helm van zilver, gekroond, getralied, versierd en omboord van goud, gevoerd en gehecht van keel. Helmteken: een uitkomende leeuw van sabel, getongd van keel, houdend een letter 'L' van goud, met beide poten. Wapenspreuk: 'En tout droit' in letters van goud, op een lint van keel. Bovendien voor [de titularis] het schild gedekt met de rangkroon van baron, en gehouden door twee klimmende en aanziende leeuwen van sabel, getongd van keel.

## Enkele telgen
Henri baron Bernard (1900-1987), hoogleraar aan de Koninklijke Militaire School
- Ir. Henri Bernard (1925), chef de famille
  - Jhr. Thierry Bernard (1955), vermoedelijke opvolger als chef de famille